# The Peninsular Campaign
The Peninsular Campaign é uma campanha para download do jogo Napoleon: Total War que foi lançada em 25 de junho de 2010 pela The Creative Assembly. Não é considerada uma expansão oficial e sim um conteúdo adicional do jogo para download, ou seja, um DLC. No entanto a comunidade de jogadores da série considera este DLC uma expansão, haja vista o incremento de novas funcionalidades ao jogo e uma nova campanha.
O pacote trouxe um mapa ampliado da Península Ibérica, novas unidades, como unidades de guerrilha que podem ser dispostas fora da zona de um jogador antes de uma batalha, novos agentes e nova mecânica de jogo, além de uma campanha nova e totalmente independente do jogo original. Esta nova campanha, como seu nome indica, concentra-se na Guerra Peninsular, durante as Guerras Napoleônicas.

## Aspectos do jogo

### Enredo histórico

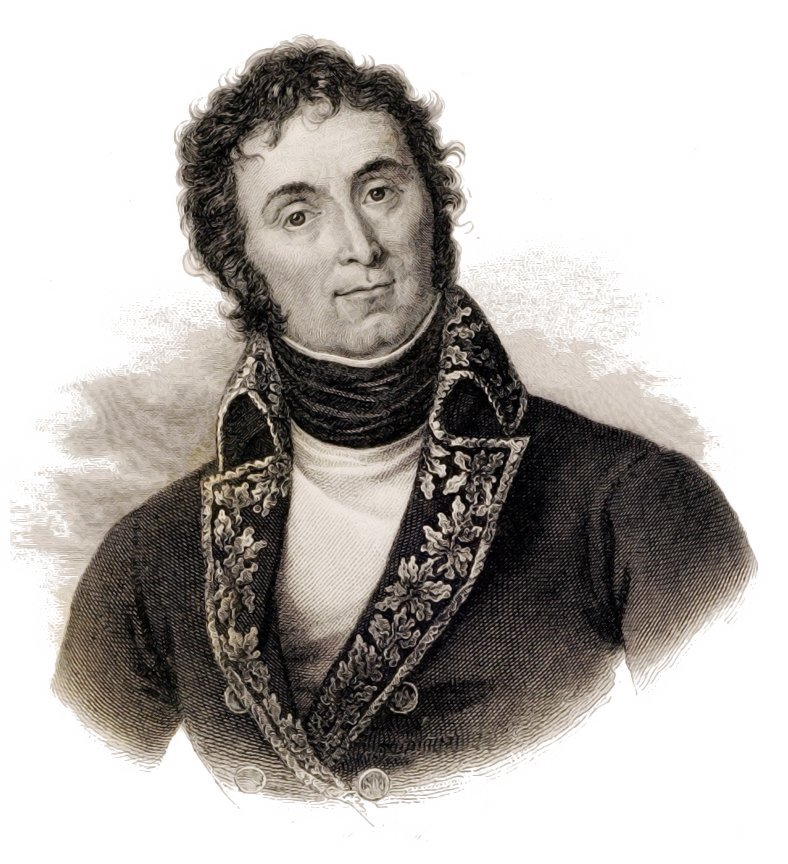
André Masséna marechal do Primeiro Império Francês

O ano é  1811 e a guerra na Península Ibérica esta sendo travada há mais de dois anos, com sortes distintas e pesadas baixas para ambos os lados. A Armée d'Espagne de Napoleão, liderada pelo marechal André Masséna, invadiu Portugal, mais uma vez, constituindo a terceira invasão francesa, porém, até agora, a rede de fortificações, conhecida como Linhas de Torres Vedras tornou impossível o avanço francês. Embora forçada, pela França e aqueles traidores que lhe ajudaram, a retroceder para as extremidades da  Península, a Espanha ainda não está fora da luta. A Suprema Junta Central e seu sucessor, o Regente Supremo, autorizou a formação de bandos locais de combate, a guerrilha - uma "pequena guerra" - contra os invasores.

### Jogabilidade
A nova campanha adicionada em Napoleon: Total War, a "Campanha Peninsular", eleva o nível de estratégia do jogo original e leva o jogador para conturbado o século XIX, na Espanha invadida pelas forças napoleônicas.  Foram incluídas 28 novas unidades no jogo e um novo mecanismo de alinhamento, uma novidade no jogo.
O DLC (comercializado ao preço de $9.99 USD) é baseado no conflito que ocorreu na Espanha entre 1811 e 1814. Existem três países jogáveis: Espanha, Inglaterra e França e cada lado tem objetivos diferentes:
- Os espanhóis têm uma posição limitada no início da campanha, mas tem acesso permanente as unidades guerrilheiras, para uso no campo de batalha. Estas unidades são muito eficazes contra os franceses.
- A França luta para conter a resistência, enquanto converter as regiões espanholas para o seu alinhamento político.
- Os britânicos possuem muitas limitações, em regiões controladas, no início da campanha, mas recebem uma importante renda do Norte da Europa e da América do Norte, tanto que eles podem se dar ao luxo de liberar as regiões conquistadas dos franceses, de volta para a Espanha, em troca da ajuda de guerrilheiros.

Cada lado tem uma dificuldade balanceada, em relação a limites e facilidades, tornando o nível de jogabilidade longo e agradável com qualquer facção. Além disso, cada lado terá acesso as novas unidades de guerrilha, bem como aos novos agentes.